# Dicraeus nitidus
Dicraeus nitidus är en tvåvingeart som beskrevs av Einar Wahlgren 1913. Dicraeus nitidus ingår i släktet Dicraeus och familjen fritflugor. Arten är reproducerande i Sverige. Inga underarter finns listade i Catalogue of Life.